# Aquilone

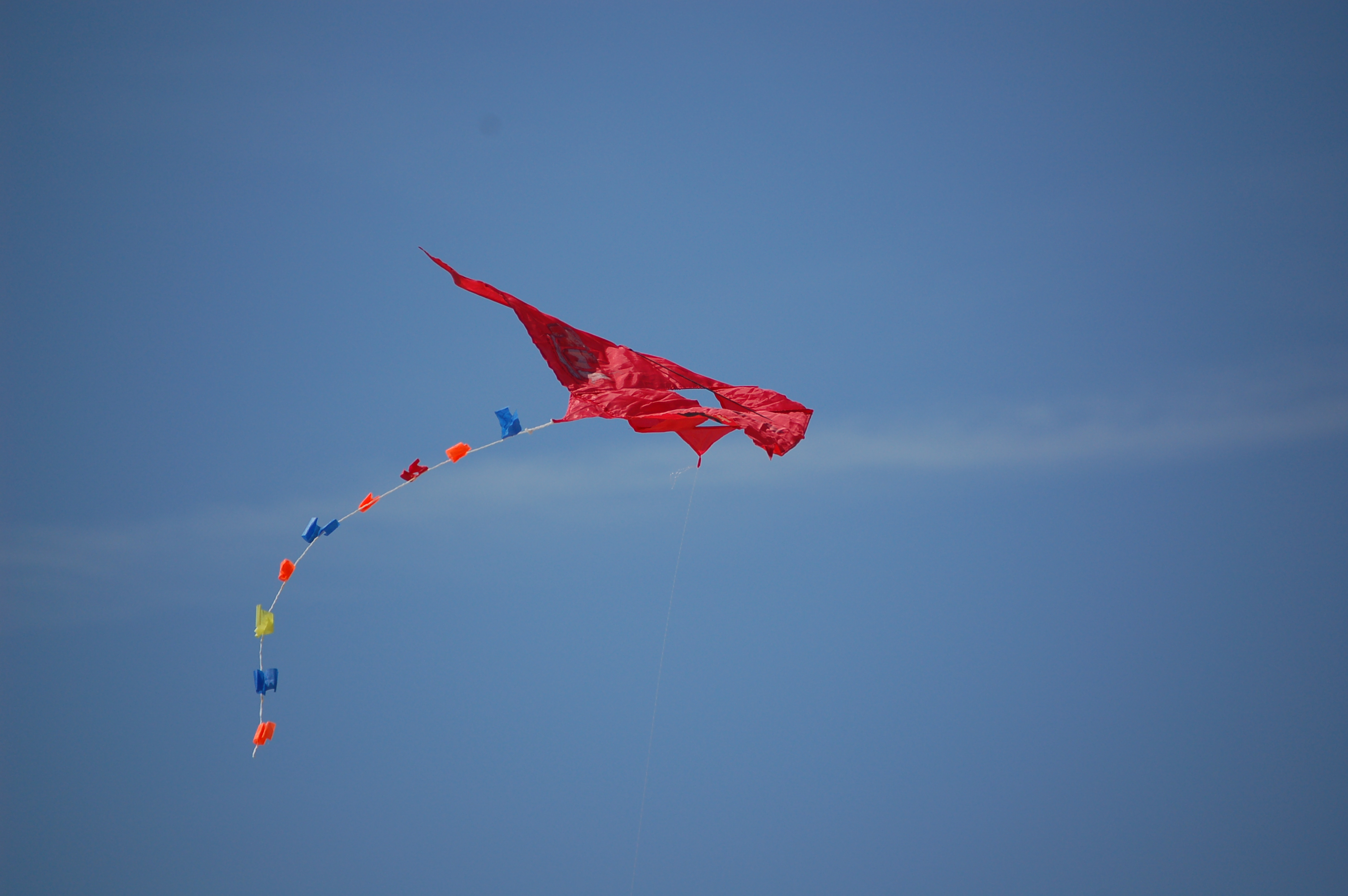
Un aquilone in volo

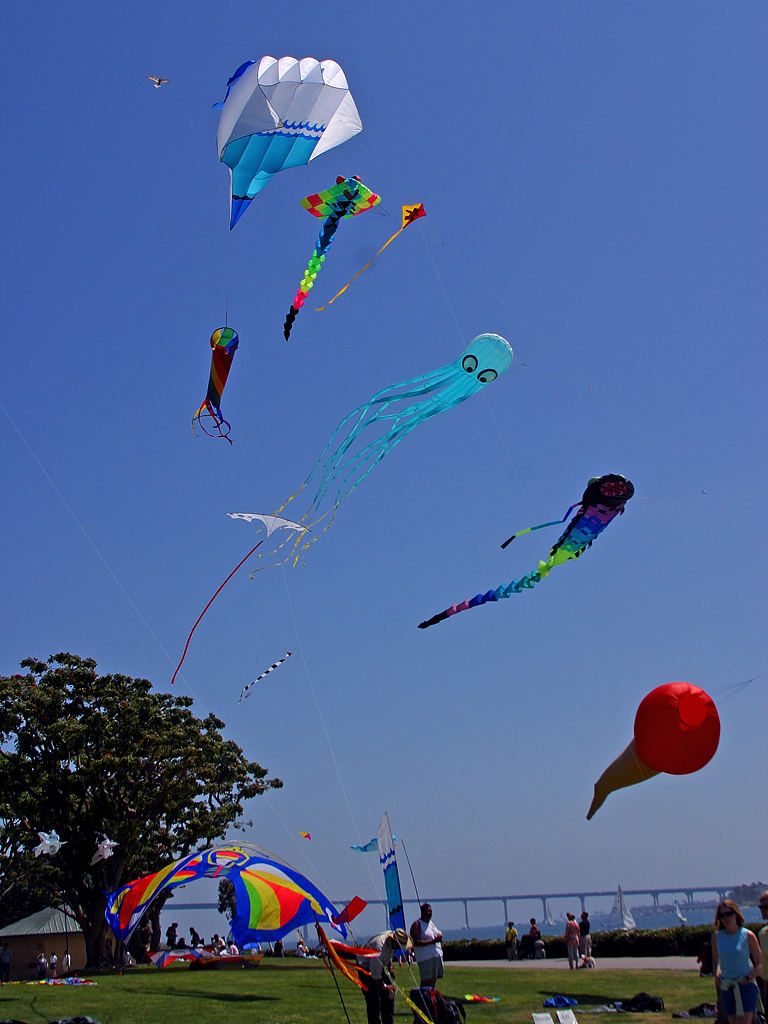

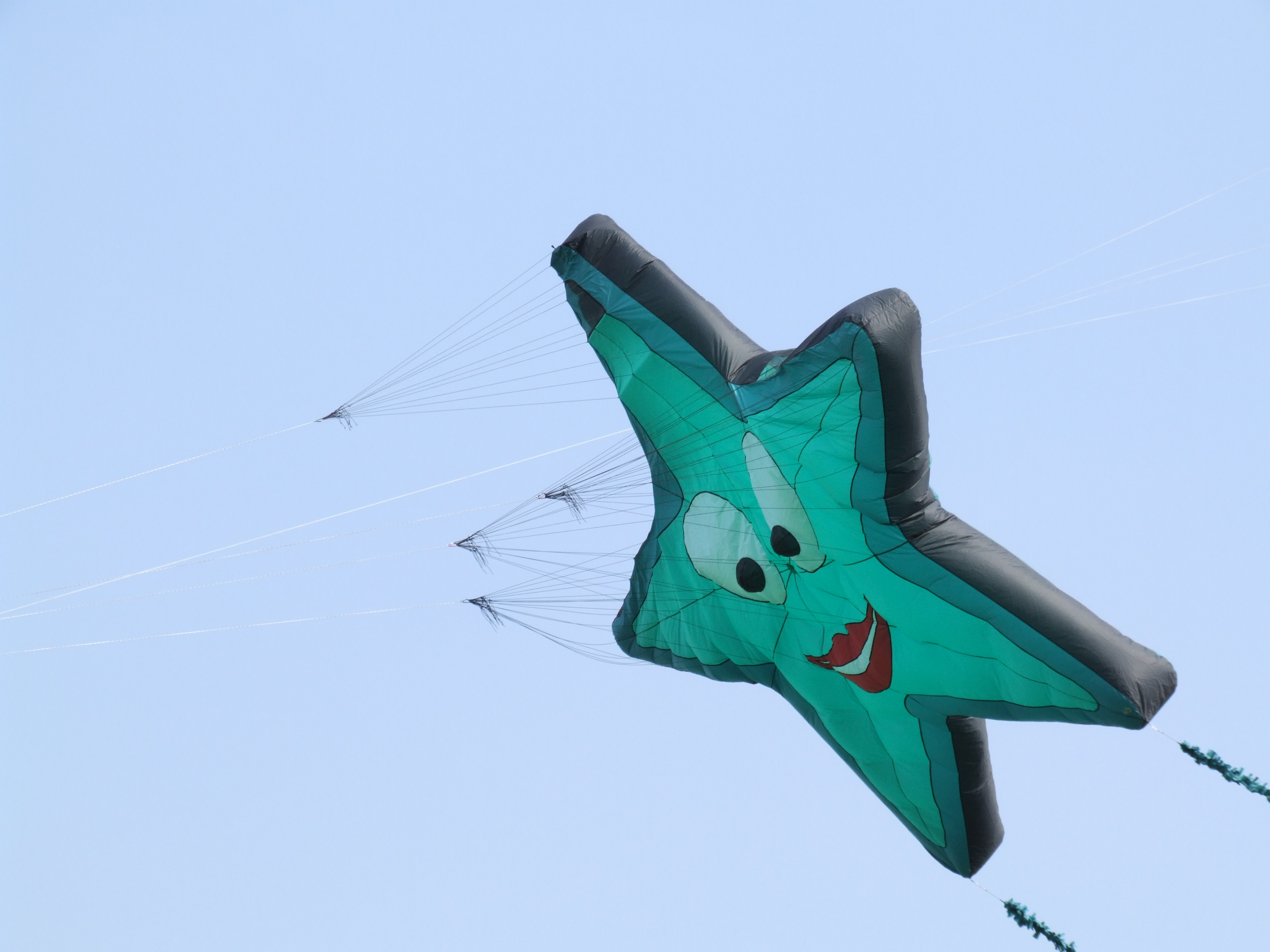

L'aquilone è un oggetto più pesante dell'aria vincolato a terra da un filo, che può volare sfruttando la forza di portanza generata dal vento.
Il vento può anche essere virtuale, cioè prodotto dal movimento del pilota. Questa tecnica ne consente l'utilizzo anche in assenza di vento e conseguentemente anche in interni (indoor).
Esistono diversi tipi di aquilone, ecco i più conosciuti:
- aquiloni statici
- aquiloni combattenti
- aquiloni acrobatici
- aquiloni da trazione

L'aquilone statico è controllato da un unico filo che rimane in aria in una posizione fissa (statica).
Esistono un'infinità di aquiloni statici che vanno dalle classiche losanghe per bambini fino a grandissimi e complicatissimi aquiloni che richiedono mesi di lavoro per essere costruiti ed altrettanti per essere testati.
L'aquilone combattente è controllato da un unico cavo, ma grazie alle sue caratteristiche costruttive può passare da una configurazione stabile (quando il filo di ritenuta viene tenuto fermo presenta una forma a diedro, generata dalla spinta del vento sulla superficie dell'aquilone) ad una configurazione instabile (quando la tensione del filo di ritenuta viene allentata). Nella configurazione instabile l'aquilone è tendenzialmente piatto e tende a compiere dei giri su se stesso. L'aquilonista che guida l'aquilone combattente può fargli compiere dei movimenti alternando la trazione sul cavo di ritenuta, ottenendo quindi delle acrobazie che possono essere giri su se stesso (spin), picchiate, cabrate, volo orizzontale e volo obliquo.
Per facilitare il recupero e il rilascio veloce del filo generalmente si usano dei rocchetti o avvolgi-cavo che possono variare dalle forme più semplici (yo-yo) fino alle versioni più complicate provviste di cuscinetti a sfera.
Questo tipo di aquilone è molto diffuso nelle culture asiatiche, ove vengono effettuati dei veri e propri combattimenti aerei (da cui deriva il nome). Il combattimento consiste nell'aggredire gli aquiloni avversari compiendo acrobazie finalizzate a recidere il cavo di ritenuta degli avversari. In alcune culture sul cavo viene incollata polvere e minuscole schegge di vetro per renderlo abrasivo e quindi recidere meglio i cavi avversari.
L'aquilone acrobatico è invece controllato da due o quattro fili e, a differenza dello statico, esegue acrobazie (trick) nel cielo. Nelle gare i partecipanti devono sostenere 3 diverse prove:
1. Le figure di precisione: raffigurazione nel cielo di figure obbligatorie riportate su carta
2. La routine di free-style: praticamente una sessione di volo libero in cui si deve dimostrare la padronanza dell'aquilone.
3. Il balletto: esecuzione di acrobazie a tempo di musica, un po' come avviene nella danza artistica (con le ovvie differenze).

Le competizioni sono suddivise per tipo di aquilone (2 o 4 cavi) e possono essere individuali, in coppia (pair) e in squadra (team) composta da più di due atleti.

L'aquilonismo acrobatico è molto praticato in Francia e negli Stati Uniti, è diffuso in Canada, Regno Unito, Germania, Paesi Bassi e Svizzera, anche in Italia esiste un buon numero di praticanti e di gruppi aquilonistici.
Per la pratica degli sport con aquilone da trazione ne esistono tipi diversi gonfiabili o a cassoni, a seconda della presenza o meno di una camera d'aria gonfiabile. Un aquilone associato all'utilizzo di una tavola da acqua permette la pratica del kite surf, associato ad una tavola da snowboard diventa kite-snow ma può essere utilizzato anche con un buggy, uno speciale carrellino, o un mountain board, una particolare tavola da skateboard, utilizzabile su terreni sconnessi o sabbia battuta.

## Storia
Sebbene non ci siano prove storiche inconfutabili, è oramai accettato da tutti gli esperti che gli aquiloni furono inventati 2 800 anni fa in Cina, paese dove erano disponibili i materiali più adatti alla loro costruzione: il tessuto di seta per la velatura, i fili di seta intrecciata per i fili di ritenuta, il legno di bambù elastico e resistente per il telaio.
Dapprima si riteneva che l'aquilone fosse stato inventato nel V secolo a.C. dai filosofi cinesi Mozi e Lu Ban. Ma già nel 549 a.C. è dimostrato da un documento che si facevano volare aquiloni di carta come segnali in una missione di salvataggio.
Fonti medievali cinesi riportano l'uso degli aquiloni per la misura delle distanze, per la verifica della velocità del vento, per il sollevamento umano, per le segnalazioni e le comunicazioni durante le operazioni militari.
L'aquilone cinese più antico conosciuto era piatto (non curvato) e rettangolare. Le fonti storiche descrivono in seguito aquiloni senza coda ma con tensori per arcuare la superficie e renderli più stabili.
Gli aquiloni erano dipinti con scene mitologiche e a volte erano dotati di arpe eoliche o fischietti per produrre suoni una volta in volo.
Dopo la sua introduzione in India, l'aquilone si trasformò in aquilone combattente e prese il nome di patang, una tradizione che si perpetua tuttora ogni anno in India al festival di Makar Sankranti dove ne vengono fatti volare migliaia.
L'aquilone era conosciuto in tutta la Polinesia, e si presume sia stato diffuso a partire dalla Cina. Aquiloni di forma antropomorfa costruiti con stoffa e legno venivano usati in Polinesia nelle cerimonie religiose, per diffondere le preghiere agli dei.

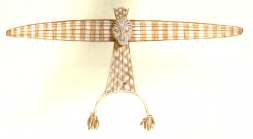
Aquilone Maori

Le antiche usanze polinesiane lasciano intravedere quali possano essere state le antiche tradizioni dell'aquilone nell'Asia antica.

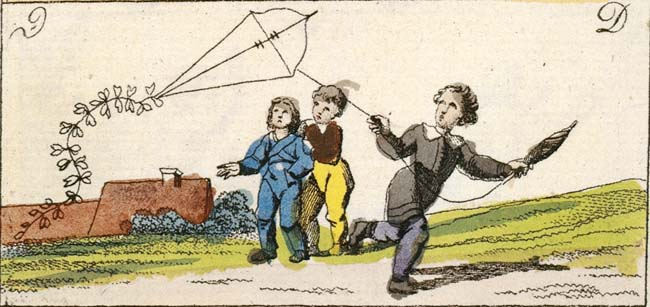
Bambini fanno volare un aquilone in Germania, 1828, di Johann Michael Voltz.

L'uso dell'aquilone si diffuse in Europa in tempi relativamente recenti, nonostante stendardi gonfiati dal vento fossero già usati dai romani. Le prime descrizioni degli aquiloni furono diffuse attraverso gli scritti di Marco Polo alla fine del XIII secolo mentre i primi aquiloni provenienti dal Giappone e dalla Malesia furono importati da marinai nel 16º e 17º secolo.
Inizialmente vennero considerati delle vere e proprie curiosità ma successivamente nel 18^ e 19^ secolo gli aquiloni furono un	 veicolo delle ricerche scientifiche.
Nel 1750 Benjamin Franklin pubblicò la descrizione di un esperimento per provare che il fulmine è una manifestazione elettricità, facendo volare un aquilone durante un temporale: non ci sono prove che Franklin effettuò realmente l'esperimento in quanto tale esperimento sarebbe estremamente pericoloso, se non fatale.
Gli aquiloni furono usati durante la ricerca e lo sviluppo dai fratelli Wright per la costruzione del primo aeroplano alla fine dell'Ottocento. Nei successivi 70 anni furono progettati molti aquiloni e parecchi di questi furono brevettati. Fra i vari brevetti troviamo l'aquilone a forma di diamante di Eddy privo di coda, il tetraedro, il flexible kite, l'ala di Rogallo, lo sled e il parafoil. È molto probabile che tutti questi brevetti contribuirono all'invenzione dei moderni deltaplani.. In effetti il periodo che va dal 1860 a circa il 1910 divenne una specie di età dell'oro per l'aquilone. Aquiloni vennero usati per scopi scientifici, specialmente in meteorologia, aeronautica, comunicazioni radio e fotografia; vennero sviluppati numerosi sistemi di sollevamento umano e di trazione di veicoli con gli aquiloni. Da Giovanni Pascoli gli fu dedicata una celebre poesia scritta nel 1897 e intitolata L'aquilone..
In seguito, la crescita e la diffusione degli aeroplani fecero diminuire l'interesse verso gli aquiloni. Durante la seconda guerra mondiale vi fu un utilizzo marginale per usi militari (si veda Focke-Achgelis Fa 330) ma da allora gli aquiloni sono usati principalmente per scopi ricreativi.

## Morfologia
Nell'aquilone generalmente troviamo una vela, un telaio, delle briglie, e opzionalmente una o più code.
La velatura può avere le forme più diverse, a seconda dei tipi (descritti più avanti) e della fantasia del costruttore. La vela nella stragrande maggioranza dei casi presenta una simmetria longitudinale. Ad esempio negli aquiloni piani a forma di losanga abbiamo due ali, che sono suddivise dalla spina centrale che costituisce il telaio. Le ali hanno un bordo di entrata e un bordo di uscita dell'aria. Si considera la punta dell'aquilone quella più vicina all'origine del vento. Nella parte opposta alla punta dell'aquilone può essere agganciata una coda.
Il telaio ha la funzione di mantenere aperta la velatura. Genericamente la parte del telaio disposto nella direzione del vento viene chiamato longherone o spina, le parti invece perpendicolari al longherone vengono chiamate traverse. Il telaio si colloca sulla velatura nella parte non colpita dal vento. Il telaio si congiunge con la velatura tramite delle apposite tasche opportunamente rinforzate, o con delle legature.
La briglia è un insieme di fili e o parti di velatura opportunamente sagomate (dette chiglie), che nel loro insieme determinano l'inclinazione relativa dell'aquilone con la direzione del vento (vedi nella sezione fisica dell'aquilone la spiegazione).
La coda può essere una striscia di tessuto piana oppure un tubo. Esistono anche altri tipi di coda dalle forme più complesse.

## Materiali
Per costruire la velatura vengono utilizzati materiali leggeri e resistenti, che possono essere tradizionali come la carta e la seta oppure materiali moderni, come il ripstop, il mylar, il kevlar o il dacron. Nella scelta dei materiali incide la forma e il tipo dell'aquilone: ad esempio per gli aquiloni gonfiabili viene utilizzato principalmente il ripstop, per gli acrobatici sia il ripstop che il kevlar. Per i combattenti i materiali principali sono la carta ed il mylar.
Anche per il telaio si privilegiano materiali flessibili, leggeri e resistenti. Fra i materiali tradizionali abbiamo il bambù, il legno ramino, mentre i materiali tecnici moderni sono la fibra di vetro (piena per le piccole sezioni, cava per le sezioni più grandi), vari tipi di fibra di carbonio.
Per i cavi di ritenuta vanno privilegiati fili leggeri, resistenti e non elastici. Possono essere usate fibre naturali come il lino, il cotone, nella forma di multi filamenti, generalmente intrecciati. Materiali moderni sono invece trecciole di nylon, poliestere, rayon, dacron, kevlar, dyneema, Spectra.
Per le briglie si usano gli stessi materiali usati per i cavi di ritenuta, nelle sezioni e carichi di rottura proporzionati.

## Tipi di aquiloni
Si possono individuare i seguenti tipi di aquiloni:

- Piani
- A diedro
- Cellulari
- Delta
- Ala Rogallo
- Ibridi
- Gonfiabili
- L'uomo Aquilone

### Piani
Sono quegli aquiloni la cui forma si sviluppa essenzialmente su un solo piano: di questo tipo sono gli aquiloni come la losanga, l'eddy.

### A diedro
Sono aquiloni la cui superficie presenta un angolo o diedro che ne rende più stabile il volo. Ne è esempio il roller.

### Cellulari
Il nome di questo tipo di aquiloni deriva dal fatto che in essi una figura geometrica solida viene replicata più volte per costituire la forma finale dell'aquilone. Le figure più comuni sono i tetraedri e i parallelepipedi. Un esempio illustre di questo tipo di aquiloni deriva dagli studi approfonditi eseguiti da Alexander Graham Bell e il suo tetraedro. Un altro importante rappresentante di questa categoria è il Cody di Samuel Franklin Cody.

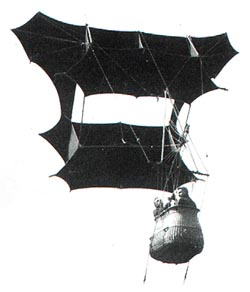
Un aquilone di Cody per il sollevamento umano,1908

Altri rappresentanti moderni di questa categoria sono il “Prof Waldrof Box kite” inventato nel 1977 da Peter Waldron e il Tri-D Box di Peter Lynn.

### Delta
Sono aquiloni di forma triangolare, dotati di una chiglia centrale, ovvero un triangolo di stoffa disposto centralmente che si sviluppa sul piano verticale e che costituisce anche la briglia dell'aquilone.
Le due ali, anch'esse di forma triangolare, sono steccate sul bordo d'ingresso, e vengono tenute aperte da una stecca trasversale detta traversa. La traversa non è vincolata con il corpo dell'aquilone, ma solo fissata alle stecche del bordo di entrata.
Da questo tipo di aquiloni derivano moltissimi aquiloni acrobatici.

### Ala Rogallo
Si tratta di un aquilone gonfiabile a forma di ala. Fu sviluppato dall'ingegnere della NASA Francis Rogallo nel 1948 e al quale diedero il nome di parawing.
(Vedi Ala Rogallo).

### Ibridi
Sono aquiloni che presentano caratteristiche di più di un tipo. Ad esempio l'aquilone conyne o aquilone militare francese, è un aquilone costituito dall'unione di un aquilone piatto tipo eddy o losanga, con un aquilone cellulare dalla sezione triangolare, che ne costituisce il corpo centrale.

### Gonfiabili
Gli aquiloni soffici o gonfiabili sono aquiloni senza steccatura. Questi aquiloni non hanno armatura ma sono composti o da cavetti interni, dette briglie, che sorreggono l'aquilone e con il vento gli danno la forma, o da centine. Quando sono presenti le centine, ogni sezione fra una centina e l'altra viene detta cassone. L'entrata dell'aria è possibile grazie a delle aperture situate in specifiche zone dell'aquilone studiate per non rovinarne l'aerodinamica. Gli aquiloni senza armatura possono essere acrobatici o statici; quelli acrobatici assomigliano ai parapendio e con l'aumentare della dimensione della vela possono creare forze tali da trascinare sul terreno, hanno un'armatura molle e si gonfiano grazie a delle camere d'aria poste sulla parte anteriore del aquilone. Quelli statici hanno un'armatura sorretta dalle briglie interne che danno la possibilità di gonfiare l'aquilone e dargli la forma. Il principale costruttore di questi aquiloni statici è Peter Lynn, ingegnere meccanico neozelandese che crea aquiloni di grandi dimensioni, detiene infatti il record dell'aquilone più grande al mondo: la rappresentazione del trilobite (mollusco preistorico) con dimensioni che superano i 50 metri di lunghezza.

## Fisica dell'aquilone

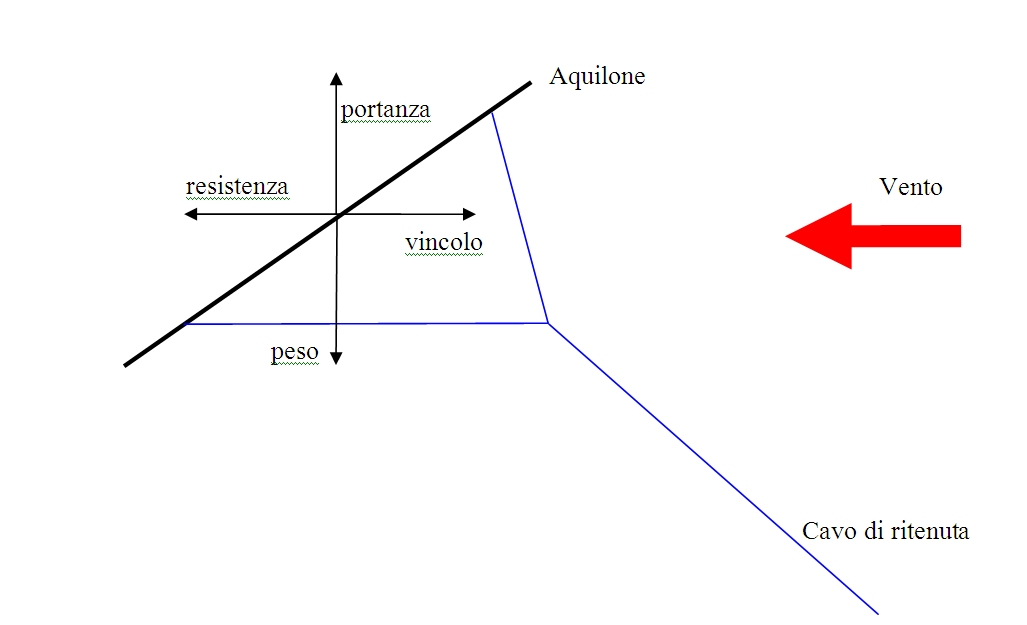
Statica dell'aquilone

Le forze che permettono all'aquilone di rimanere sospeso e fermo in aria sono: la trazione (vincolo) del cavo di ritenuta con le sue due componenti verso terra e verso la direzione opposta a quella del vento, la forza peso diretta verso terra, la forza di resistenza, che va nella stessa direzione del vento, e la portanza in direzione opposta alla forza peso, ovvero verso il cielo.
Affinché l'aquilone resti stabile in cielo, la somma di questi vettori deve dare un risultato pari a zero. Questo è il motivo per cui un aquilone al quale viene a mancare il vincolo del cavo di ritenuta inevitabilmente cade a terra. Un ruolo fondamentale per la statica dell'aquilone è la briglia, poiché questa determina l'angolo con il quale l'aquilone presenta la sua superficie al vento.
Il punto ottimale per la briglia dell'aquilone si può ottenere sperimentando empiricamente, cioè variando il rapporto fra la parte anteriore e quella posteriore della briglia. Se la briglia è troppo arretrata (cioè la proiezione ortogonale del punto di briglia sul piano dell'aquilone è troppo arretrata), l'aquilone presenta un angolo di incidenza con il vento troppo elevato, causando un aumento della resistenza e una diminuzione della portanza: l'aquilone in questo caso non si alza come dovrebbe e tende a oscillare continuamente di lato, sempre mantenendo la sua posizione con la punta rivolta al cielo. Se invece la briglia è troppo avanzata, (cioè la proiezione ortogonale del punto di briglia sul corpo dell'aquilone è troppo avanzata), l'aquilone presenta un angolo di incidenza con il vento troppo basso, questo comporta sia una diminuzione della portanza che della resistenza rispetto al punto ottimale di briglia. In questo caso l'aquilone tende a raggiungere velocemente il massimo dell'elevazione e poi a virare velocemente su se stesso, per poi cadere. Va notato che il punto ottimale di briglia varia anche con la velocità del vento.
La coda, che può essere presente in alcuni aquiloni, svolge un ruolo importante nella statica dell'aquilone, aumentando la resistenza nella direzione del vento, e stabilizzando aquiloni che diversamente non potrebbero volare in maniera statica.
Nella statica dell'aquilone è di fondamentale importanza la presenza di superfici oblique: aquiloni completamente piatti o addirittura con curvatura concava sono instabili, mentre gli aquiloni con curvatura convessa o che presentano un diedro sono più stabili. Gli aquiloni cellulari, che presentano una combinazione di superfici piatte e verticali, sono molto stabili, e sono più adatti ad affrontare venti più forti, rispetto agli aquiloni piani.
Le stesse forze menzionate prima sono applicate agli aquiloni acrobatici, con la differenza che negli aquiloni acrobatici non viene utilizzato un singolo cavo di ritenuta, ma due o più. Per permettere l'utilizzo di più cavi sono previste tante briglie quanti sono i cavi di ritenuta, ed ogni cavo viene legato ad una maniglia che il pilota tiene con una mano. Negli aquiloni a due cavi le briglie presentano una simmetria longitudinale.
Quando i due cavi di ritenuta (che sono della stessa lunghezza) sono mantenuti alla stessa distanza dall'aquilone, cioè il pilota sorregge le maniglie appaiate, si presenta una situazione statica, ovvero l'aquilone rimane fermo nella sua posizione a mezzaria. Quando invece il pilota muove le maniglie, collegate all'estremità dei cavi di ritenuta, in modo da rendere uno dei due cavi più corto dell'altro rispetto all'aquilone, si crea uno squilibrio fra le forze.
L'aquilone a quel punto subisce una rotazione nella stessa direzione dove viene accorciato un cavo di ritenuta. Quando i cavi vengono posizionati di nuovo appaiati, l'aquilone non ha più necessità di virare, ma non necessariamente rimane fermo sospeso a mezz'aria: questo dipende dalla sua posizione.
Gli aquiloni a tre cavi sono principalmente aquiloni da trazione e il terzo cavo di ritenuta viene usato per cambiare l'angolo di incidenza dell'aquilone: questo permette al pilota di variare la resistenza e la portanza a suo piacimento.
In questo modo egli può sfruttare al meglio le caratteristiche dell'aquilone per adattarle alle sue esigenze di trazione.
Negli aquiloni acrobatici a quattro cavi il pilota ha completamente sotto controllo l'angolo di incidenza dell'aquilone. Il comando di questo tipo di aquiloni è estremamente preciso ma allo stesso tempo è molto complicato. Negli aquiloni acrobatici di questo tipo possono essere variate le lunghezze dei cavi di sinistra o di destra o entrambe. Questo tipo di controllo totale ha introdotto una innovazione così radicale nelle manovre possibili, un aquilone a quattro cavi può essere fatto volare sia in avanti che all'indietro, tanto da ispirare il nome “revolution” nella sua versione commerciale (vedi).

## Utilizzo
L'aquilone può essere impiegato nelle seguenti applicazioni: volo umano, usi militari, segnalazione, scienza e tecnologia, innalzamento di antenne, trazione, produzione di energia, Foto aerea con l'aquilone, divertimento, spettacolo.

## Club
Con il diffondersi dell'utilizzo ricreativo sono stati fondati club di appassionati di costruzione e volo di aquiloni. In Italia se ne contano a tutt'oggi più di 30 attivi, fra club e associazioni.
I paesi anglosassoni sono stati i precursori per la diffusione dell'aquilone come forma di ricreazione, e ovviamente lì sono nati i primi club.

## Festival
In Italia dagli anni ottanta si sono tenuti e continuano a tenersi annualmente diversi festival che hanno visto la partecipazione di aquilonisti e club Italiani e stranieri. I più longevi e importanti, sia dal punto di vista delle presenze di pubblico che di aquilonisti sono quello di Cervia, il festival “Vulandra” di Ferrara, “Coloriamo i Cieli” di Castiglione del Lago, il  Festival del Vento di Spotorno e la Festa dell'aquilone di Urbino. All'estero vi sono festival importanti in tutti i continenti. Quelli più antichi sono quelli Giapponesi di aquiloni giganti di Hamamatsu e quello di Shirone. Ve ne sono di importanti in Asia in Thailandia, Cina, Singapore, e in India. I principali festival europei si tengono a Dieppe (Fr), Marsiglia (Fr), Brigthon (UK), Fanø (Dk).

## Galleria d'immagini

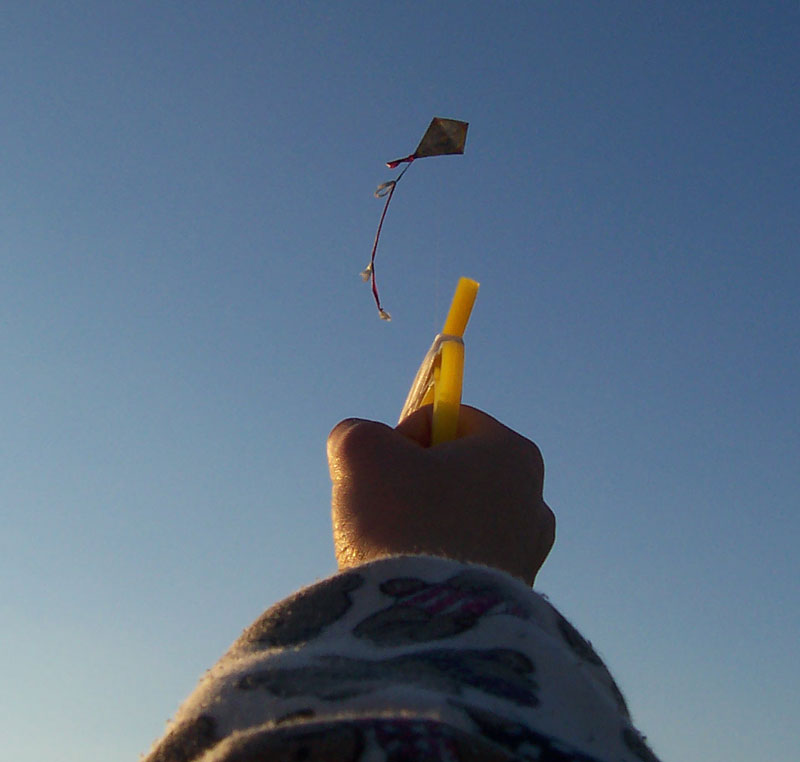
Un aquilone statico osservato dal suo pilota
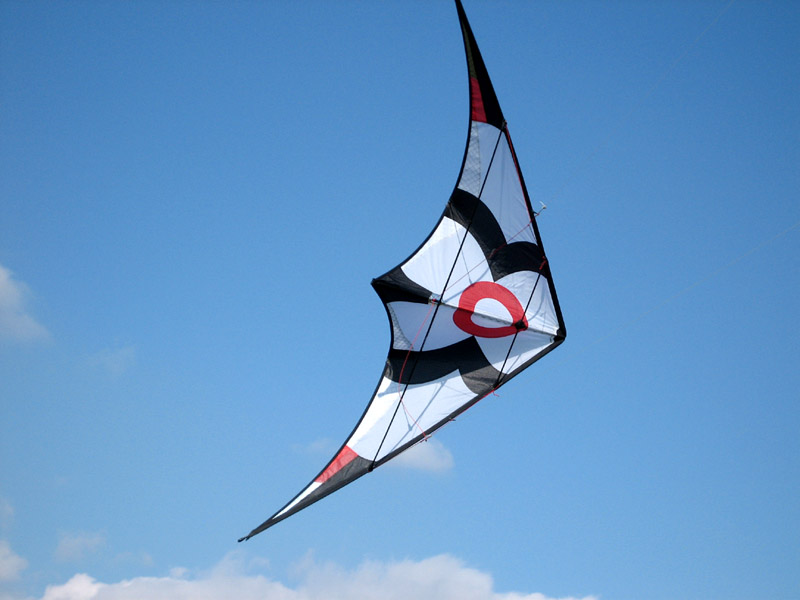
Un aquilone acrobatico in volo
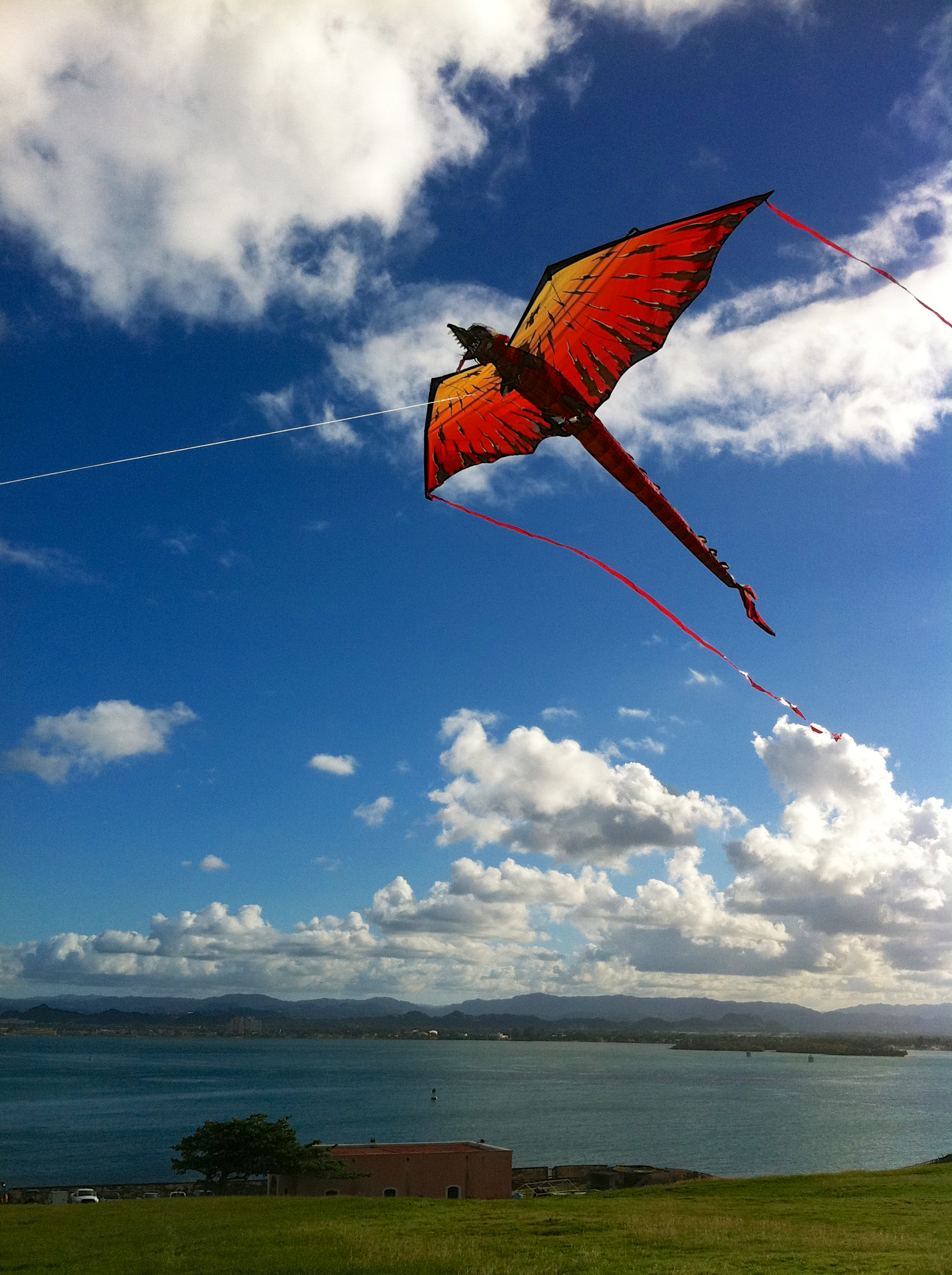
Dragone volante a Old San Juan
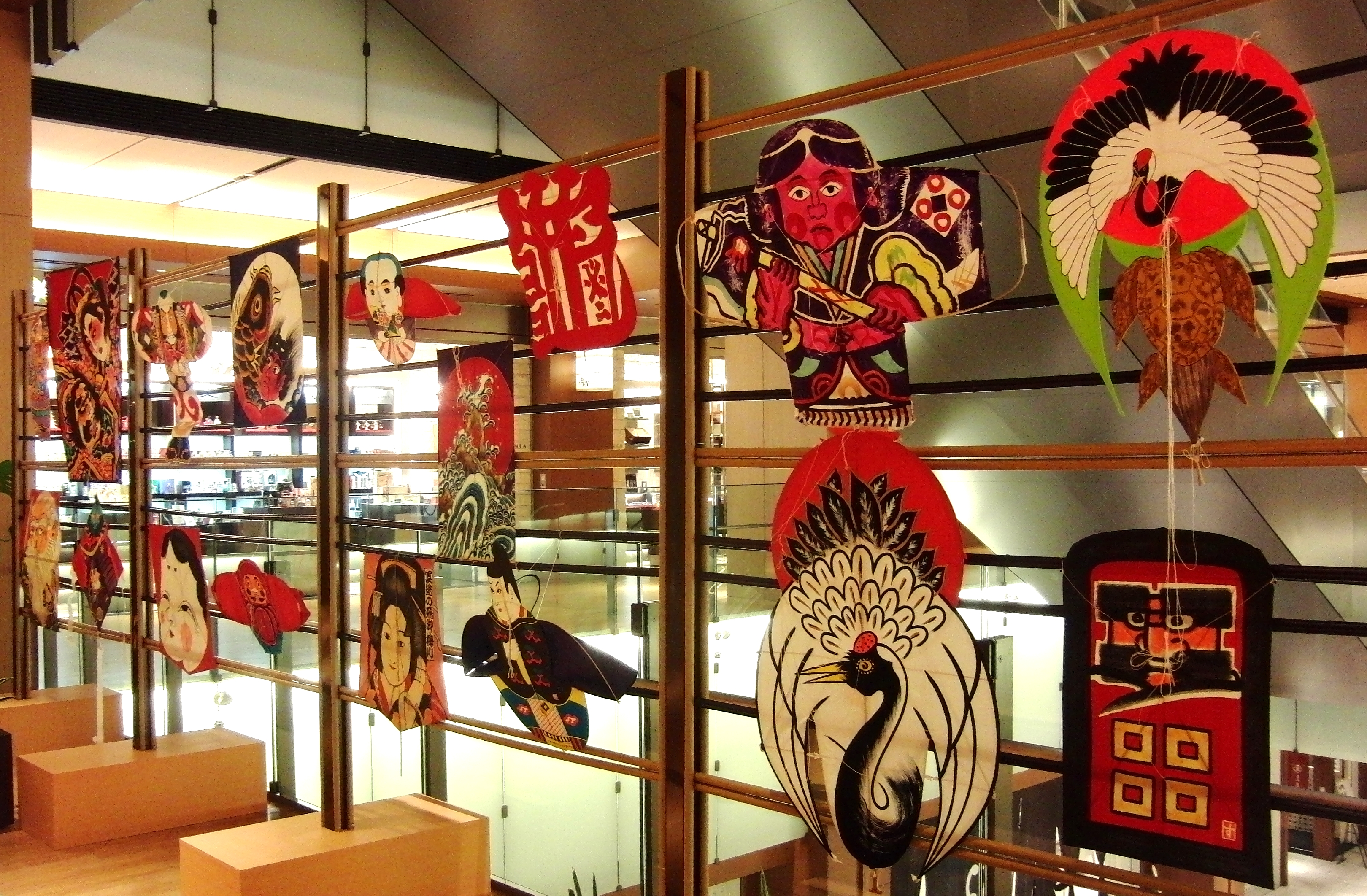
Aquiloni giapponesi